# Rozga
 Rozga  falu Horvátországban Zágráb megyében. Közigazgatásilag  Dubravicához tartozik.

## Fekvése
Zágrábtól 23 km-re északnyugatra, községközpontjától 1 km-re délre, a Szutla völgyében, a szlovén határ mellett fekszik.

## Története
A régi plébániatemplom a mai felett, a Vinsko brdonak nevezett hegyen állt és 1691-ben Mikulics püspök szentelte fel. Egy Szent Antalnak szentelt kápolna csatlakozott hozzá. Ez a templom egy tűzvész áldozata lett. Az új templomot eredetileg a régi helyén akarták felépíteni, de a hagyomány szerint ekkor a Vinsko brdo alatt egy Szent Anna szobrot találtak. Ezt égi jelnek tekintve a templomot ezen a helyen építették fel és 1842-ben szentelték fel. A templomépítés fő pártfogója és anyagi támogatója az Erdődy család volt.
A falunak 1857-ben 133, 1910-ben 193 lakosa volt. Trianon előtt Zágráb vármegye Zágrábi járásához tartozott. 2011-ben 134 lakosa volt.

## Lakosság
| Lakosság változása | Lakosság változása | Lakosság változása | Lakosság változása | Lakosság változása | Lakosság változása | Lakosság változása | Lakosság változása | Lakosság változása | Lakosság változása | Lakosság változása | Lakosság változása | Lakosság változása | Lakosság változása | Lakosság változása | Lakosság változása |
| ------------------ | ------------------ | ------------------ | ------------------ | ------------------ | ------------------ | ------------------ | ------------------ | ------------------ | ------------------ | ------------------ | ------------------ | ------------------ | ------------------ | ------------------ | ------------------ |
| 1857               | 1869               | 1880               | 1890               | 1900               | 1910               | 1921               | 1931               | 1948               | 1953               | 1961               | 1971               | 1981               | 1991               | 2001               | 2011               |
| 133                | 122                | 148                | 150                | 149                | 193                | 198                | 212                | 187                | 201                | 202                | 182                | 179                | 159                | 161                | 134                |

## Nevezetességei
- Szent Anna tiszteletére szentelt római katolikus plébániatemploma[4] 1842-ben épült. A templom Kraj Donji irányából Pušćába vezető út mentén található. A szentély az út felé néz, és cinterem veszi körül. A templom  késő barokk-klasszicista stílusban, egyhajós épületként épült, a főhomlokzat feletti harangtoronnyal és szűkebb, félköríves szentéllyel. A templom belsejét három, porosz boltíves boltmező tagoljaja, melyeket a toszkán oszlopfős féloszlopok által közrefogott boltövek és a szentély feletti baldachinos boltozat választanak el egymástól.

- A plébániatemplomtól délkeletre álló, fából épített régi plébánia[5] 1758 és 1789 között Stjepan Vitez plébános idejében épült verandás, egyemeletes épület. 1901-ben részben átépítették, ma újra felújításra szorul. Földszintes, téglalap alaprajzú ház. A pince alapozása és falai vegyesen kőből és téglából készültek. Szerkezete három részből álló felosztáson alapul, központi folyosóval, ahonnan a bejárat és az oldalsó helyiségek nyílnak. A főhomlokzat mentén fából készült tornác húzódik jellegzetes faragott korláttal.

- A Lušačkai Boldogasszony-kápolna[6] a helyi temető közepén, a Harmica-Dubravica út mentén, egy magaslaton található. 1771-ben épült egy régebbi kápolna helyén, erről tanúskodik az 1609-ben faragott, a harangtorony földszintjének északi falába külső falba épített szenteltvíztartó. A kápolna egyhajós, szabálytalan tájolású, barokk épület. A téglalap alaprajzú hajót ellipszoid apszissal végződő szűkebb szentély zárja, a főhomlokzat elé pedig egy masszív harangtorony épült. A kápolnába a harangtorony aljában kialakított boltíves előcsarnokból lehet belépni. A harangtorony első emeleti félköríves fülkéjébe a Boldogasszony szobrát helyezték el. A kápolna belseje dongaboltozatos, a szentély félkupolával van boltozva.